# Monopol (spel)

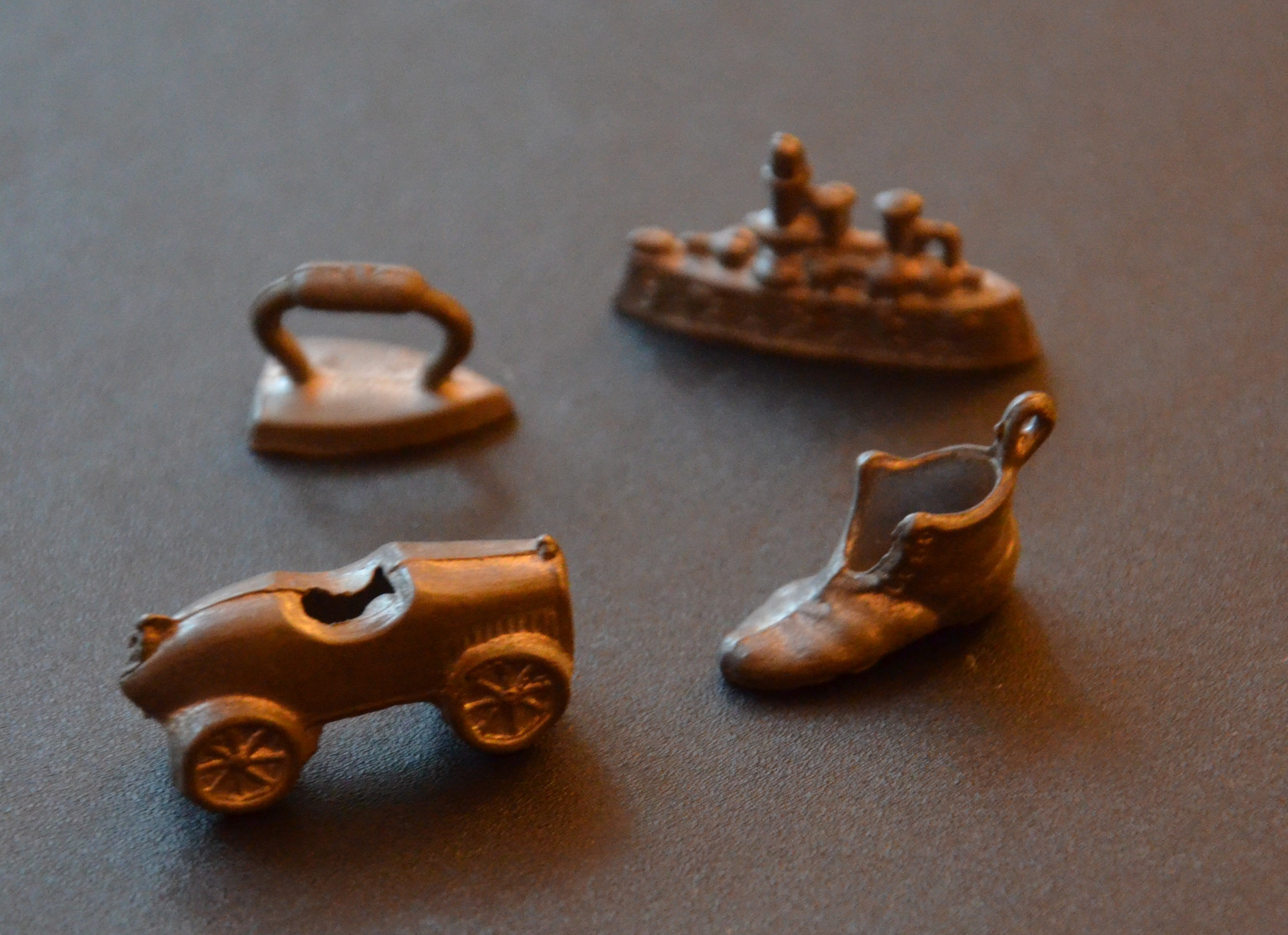
Klassiska spelpjäser.

Monopol (Monopoly på originalspråket engelska), är ett av världens mest populära och sålda sällskapsspel. Spelets namn kommer från den ekonomiska termen monopol, betecknande det tillstånd då en marknad domineras av en enda aktör. Spelets vinstvillkor är formulerade som en förenkling av ekonomisk verksamhet med handel och uthyrning av fastigheter och tomter.
Den amerikanska originalversionen av spelet utspelar sig i Atlantic City. 

## Historik
Monopol lanserades 1935 av Parker Brothers, baserat på det tidigare The Landlord's Game, patenterat 1904 av spelutvecklaren Elizabeth Magie. Hon skapade spelet med en tydlig antikapitalistisk agenda som skulle visa hur privat ägande och hyror skapade monopol och utslagning, men samarbete och delat ägande skapade välfärd för alla. Hon förnyade sitt patent 1924 med lite ändringar. Ungefär tio år senare gjorde en arbetslös försäljare en variant på spelet som han kallade Monopol. Han sålde spelet till Parker Brothers, som fick reda på att det var baserat på The Landlord's game och därför köpte rättigheterna även till det.

## Monopol på svenska
Monopol utkom för första gången på svenska 1937. Spelplanens tomter är namngivna efter platser och gator i Stockholm. Det var Albert Bonnier Jr, i sin roll som teknisk chef på förlaget Åhlén och Åkerlund, som lät en medarbetare leta runt i Stockholm för att bestämma vilka gator som skulle utgöra tomter på spelplanen; Norrmalmstorg blev den dyraste. Valutan anges i kronor och har växlingskursen av 1 amerikansk dollar = 20 svenska kronor (ursprungligen 50 kronor) jämfört med det amerikanska originalet. I och med ändringen av växlingskursen ändrades också priset på gator och torg. Även namnet på vissa rutor har ändrats genom åren.
Sedan 2008 finns Göteborgs Monopol, med göteborgska gator och platser. 2010 lanserades 2010 finns Monopol Uppsala, med platser och gator i Uppsala.

### Monopol national
2008 utkom en modifierad svensk version, Monopol national. Där är Stockholmsgatorna ersatta med svenska orter och samhällen som valts genom en omröstning som allmänheten inbjudits att delta i.

#### De nya städerna
Alfabetisk ordning
- Arvidsjaur
- Falkenberg
- Göteborg
- Hammarstrand
- Karlskrona
- Kiruna
- Kungälv
- Linköping
- Luleå
- Mariestad
- Piteå
- Skellefteå
- Stockholm
- Sundsvall
- Umeå
- Vaggeryd
- Vilhelmina
- Vinslöv
- Visby
- Växjö
- Örnsköldsvik
- Östersund
- Östmark

## Spelplanen
Spelplanen består av 40 rutor, varav tjugotvå är tomter, fyra stationer, två verk (vattenlednings- och elverket), tre ”chans”, tre ”allmänning” , en ”betala lyxskatt”, en ”inkomstskatt”, ”Gå”, ”På besök i fängelse”, ”Fri parkering” och ”Gå i fängelse”. 

### Spelplan (Sverige)
| Svensk ny standardmonopolspelplan | Svensk ny standardmonopolspelplan | Svensk ny standardmonopolspelplan | Svensk ny standardmonopolspelplan | Svensk ny standardmonopolspelplan | Svensk ny standardmonopolspelplan | Svensk ny standardmonopolspelplan | Svensk ny standardmonopolspelplan | Svensk ny standardmonopolspelplan | Svensk ny standardmonopolspelplan | Svensk ny standardmonopolspelplan | Svensk ny standardmonopolspelplan      | Svensk ny standardmonopolspelplan      |
| --------------------------------- | --------------------------------- | --------------------------------- | --------------------------------- | --------------------------------- | --------------------------------- | --------------------------------- | --------------------------------- | --------------------------------- | --------------------------------- | --------------------------------- | -------------------------------------- | -------------------------------------- |
| Fri parkering                     | Fri parkering                     | Strandvägen (Kr 4.400)            | Chans ?                           | Kungsträd- gårdsgatan (Kr 4.400)  | Hamngatan (Kr 4.800)              | Centralstation (Kr 4.000)         | Vasagatan (Kr 5.200)              | Kungsgatan (Kr 5.200)             | Vattenlednings- verket (Kr 3.000) | Stureplan (Kr 5.600)              | Gå i fängelse                          | Gå i fängelse                          |
| Fri parkering                     | Fri parkering                     |                                   | Chans ?                           |                                   |                                   | Centralstation (Kr 4.000)         |                                   |                                   | Vattenlednings- verket (Kr 3.000) |                                   | Gå i fängelse                          | Gå i fängelse                          |
| Narvavägen (Kr 4.000)             |                                   | MONOPOL                           | MONOPOL                           | MONOPOL                           | MONOPOL                           | MONOPOL                           | MONOPOL                           | MONOPOL                           | MONOPOL                           | MONOPOL                           |                                        | Gustav Adolfs torg (Kr 6.000)          |
| Karlavägen (Kr 3.600)             |                                   | MONOPOL                           | MONOPOL                           | MONOPOL                           | MONOPOL                           | MONOPOL                           | MONOPOL                           | MONOPOL                           | MONOPOL                           | MONOPOL                           |                                        | Drottning- gatan (Kr 6.000)            |
| Allmänning                        | Allmänning                        | MONOPOL                           | MONOPOL                           | MONOPOL                           | MONOPOL                           | MONOPOL                           | MONOPOL                           | MONOPOL                           | MONOPOL                           | MONOPOL                           | Allmänning                             | Allmänning                             |
| Sturegatan (Kr 3.600)             |                                   | MONOPOL                           | MONOPOL                           | MONOPOL                           | MONOPOL                           | MONOPOL                           | MONOPOL                           | MONOPOL                           | MONOPOL                           | MONOPOL                           |                                        | Diplomat- staden (Kr 6.400)            |
| Östra station (Kr 4.000)          | Östra station (Kr 4.000)          | MONOPOL                           | MONOPOL                           | MONOPOL                           | MONOPOL                           | MONOPOL                           | MONOPOL                           | MONOPOL                           | MONOPOL                           | MONOPOL                           | Norra station (Kr 4.000)               | Norra station (Kr 4.000)               |
| Valhallavägen (Kr 3.200)          |                                   | MONOPOL                           | MONOPOL                           | MONOPOL                           | MONOPOL                           | MONOPOL                           | MONOPOL                           | MONOPOL                           | MONOPOL                           | MONOPOL                           | Chans ?                                | Chans ?                                |
| Odengatan (Kr 2.800)              |                                   | MONOPOL                           | MONOPOL                           | MONOPOL                           | MONOPOL                           | MONOPOL                           | MONOPOL                           | MONOPOL                           | MONOPOL                           | MONOPOL                           |                                        | Centrum (Kr 7.000)                     |
| Elverket (Kr 3.000)               | Elverket (Kr 3.000)               | MONOPOL                           | MONOPOL                           | MONOPOL                           | MONOPOL                           | MONOPOL                           | MONOPOL                           | MONOPOL                           | MONOPOL                           | MONOPOL                           | Betala lyxskatt (Betala Kr 2.000)      | Betala lyxskatt (Betala Kr 2.000)      |
| S:t Eriksgatan (Kr 2.800)         |                                   | MONOPOL                           | MONOPOL                           | MONOPOL                           | MONOPOL                           | MONOPOL                           | MONOPOL                           | MONOPOL                           | MONOPOL                           | MONOPOL                           |                                        | Norrmalms- torg (Kr 8.000)             |
| I fängelse På besök               | I fängelse På besök               |                                   |                                   | Chans ?                           |                                   | Södra station (Kr 4.000)          | Inkomstskatt (Betala Kr 4.000)    |                                   | Allmänning                        |                                   | GÅ Avlöning Kr 4.000 när du passerar ← | GÅ Avlöning Kr 4.000 när du passerar ← |
| I fängelse På besök               | I fängelse På besök               | Ringvägen (Kr 2.400)              | Götgatan (Kr 2.000)               | Chans ?                           | Folkungagatan (Kr 2.000)          | Södra station (Kr 4.000)          | Inkomstskatt (Betala Kr 4.000)    | Hornsgatan (Kr 1.200)             | Allmänning                        | Västerlånggatan (Kr 1.200)        | GÅ Avlöning Kr 4.000 när du passerar ← | GÅ Avlöning Kr 4.000 när du passerar ← |